# Toorongus
Toorongus is een geslacht van kevers uit de familie  
kniptorren (Elateridae).
Het geslacht is voor het eerst wetenschappelijk beschreven in 1957 door Neboiss.

## Soorten
Het geslacht omvat de volgende soorten:
- Toorongus bivius Neboiss, 1957
- Toorongus excelsus Neboiss, 1957
- Toorongus jugulatus (Candèze, 1900)
- Toorongus minutus (Schwarz, 1903)